# 北海道中川商業高等学校
北海道中川商業高等学校（ほっかいどうなかがわしょうぎょうこうとうがっこう、Hokkaido Nakagawa Commercial High School）は、かつて北海道中川郡中川町にあった公立（道立）の高等学校である。

## 沿革
- 1950年 - 北海道名寄農業高等学校中川分校として開校
- 1951年 - 北海道中川高等学校と改称して独立
- 1969年 - 北海道中川商業高等学校と改称
- 1973年 - 道立に移管
- 2011年 - 生徒募集停止
- 2013年 - 閉校[1]

## 跡地
2015年から中川町が中川町生涯学習センターちゃいむとして校舎を利用している。